# Миньяр
Минья́р — город (с 14 мая 1943 года) в Ашинском районе Челябинской области России. Административный центр Миньярского городского поселения. Население составляет 8364 чел. (2023).
Расположен в месте впадения реки Миньяр в реку Сим, в западной части Южного Урала, в 350 км от Челябинска, в 125 км от Уфы.
Железнодорожная станция на историческом ходе Транссиба.
Горнолыжный центр (3 подъёмника, несколько трасс, возможности для фрирайда).
Распоряжением Правительства РФ от 29 июля 2014 года № 1398-р «Об утверждении перечня моногородов» Миньярское городское поселение включено в категорию «Монопрофильные муниципальные образования Российской Федерации (моногорода) в которых имеются риски ухудшения социально-экономического положения».

## Этимология
Поселение возникло при Миньярском заводе в устье реки Миньяр. Гидроним же имеет тюркское происхождение, по одной версии состоит из слов миң — «тысяча» и яр — «яма, обрыв» (город находится среди 7 гор и с любой горы город смотрится как в чашке, в яме), по другой версии название реки связано с башкирским этнонимом минляр, в котором мин (мен, менле, минг) — древнее башкирское родовое объединение, а ляр — тюркский суффикс, применяемый для образования названий от этнонимов.

## История
В «Золотой книге симских горных инженеров и техников» появление населённого пункта описывается так: «Симбирские купцы и промышленники И. Б. Твердышев и И. С. Мясников вслед за основанием медеплавильных заводов, разведав богатые месторождения железных руд, основывают в 1755 году первый чугунолитейный завод Катав-Ивановский, затем в 1758 году Усть-Катавский передельный завод, в 1761 году Симский доменный, в 1771 году Миньярский передельный». 1771 год, указывается в книге златоустовских краеведов В. Швецова и К. Петрова «О развитии и основании заводов Симского горного округа». В Оренбургском областном государственном архиве хранится указ Берг-коллегии от 6 мая 1771 года, изданный в ответ на прошение симбирского промышленника Мясникова о разрешении на постройку железоделательного завода на месте слияния рек Сим и Миньяр, в 17 верстах от Симского завода. В «Сборнике статистических сведений по Уфимской губернии» том X сказано: «Заводы горнозаводской зоны Южного Урала распадались на 2 большие группы: Симская группа с Симским доменным заводом и поселением при нём возникшем в 1761 году и Миньярский передельный с поселением при нём возникшем в 1771 г. Во вторую группу вошли Катав-Ивановский (основан в 1755 г.) и Юрюзань-Ивановский (основан в 1758 г.)».
Датой возникновения Миньяра следует считать 1771 год, а 1784 год является датой ввода в строй Миньярского железоделательного завода.
В 1901 году в городе насчитывалось 4829 жителей, ярмарка, 27 торговых предприятий, церковь, больница, две школы. Завод при 1584 рабочих вырабатывал железа 726 тысяч пудов, стали 601 тысячу пудов, металлических изделий 3250 пудов. Специализацией завода было листовое железо с клеймом «Балашов».

## Население
| 1931    | 1939    | 1959    | 1967    | 1970    | 1979    | 1989    | 1992    | 1996    |
| ------- | ------- | ------- | ------- | ------- | ------- | ------- | ------- | ------- |
| 6500    | ↗9800   | ↗15 389 | ↗16 000 | ↘13 512 | ↘12 486 | ↗12 930 | ↗13 000 | ↘12 500 |
| 1998    | 2002    | 2003    | 2005    | 2006    | 2007    | 2008    | 2009    | 2010    |
| ↘12 200 | ↘11 032 | ↘11 000 | ↘10 600 | ↘10 400 | ↘10 300 | ↗10 407 | ↘10 180 | ↗10 194 |
| 2011    | 2012    | 2013    | 2014    | 2015    | 2016    | 2017    | 2018    | 2019    |
| ↘10 141 | ↘10 037 | ↘9940   | ↘9766   | ↘9652   | ↘9459   | ↘9342   | ↘9128   | ↘9017   |
| 2020    | 2021    | 2023    |         |         |         |         |         |         |
| ↘8870   | ↘8500   | ↘8364   |         |         |         |         |         |         |

На 1 января 2025 года по численности населения город находился на 980-м месте из 1124 городов Российской Федерации.

## Экономика
В городе действуют несколько промышленных предприятий, основными из которых являются ООО «Биянковский щебёночный завод» и ООО «Миньярский карьер» (щебёночный карьер). Ранее важную роль в экономике города играл Миньярский метизно-металлургический завод (МММЗ), однако, к началу 2000-х он обанкротился и был ликвидирован. Сейчас на его территории действуют несколько небольших обрабатывающих предприятий, в частности, ООО ПК «Миньярский прокатно-термический завод», занимающийся производством холоднокатаной стальной ленты, и Миньярский филиал ООО «Уральский механический завод».
Город является местным центром туризма. Горнолыжный центр «Миньяр» расположен на правом берегу реки Миньяр, имеет 3 подъёмника, 6 трасс, возможности для фрирайда. Две гостиницы: «Семигорье» — в городе, и «Уют» — на горнолыжном центре.
Большое количество предприятий торговли, в том числе, магазины крупных федеральных сетей «Магнит», «Пятерочка» и «Красное&Белое», пункты выдачи заказов «Wildberries» и «Ozon». Предприятий общественного питания мало, и работают они зачастую сезонно, в зимнее время — столовая «Лолита», кафе при горнолыжном центре и кафе «Урал» в гостинице «Семигорье».

## Образование и культура
Четыре детских сада, три средние школы — № 1, 2 и 4, школа № 2 является филиалом школы № 4.
Учреждения культуры — Миньярский городской дворец культуры, Миньярский историко-краеведческий музей, библиотека, кинотеатр «Юность» с залом на 130 мест.
Миньярская детская школа искусств — учреждение дополнительного образования.

## Транспорт
Железнодорожные станции Миньяр и Биянка Куйбышевской железной дороги, на обоих останавливается электропоезд «Дёма-Кропачёво», интервал движения — 1 раз в сутки. На станции Миньяр также останавливаются поезда дальнего следования.
Город расположен в ~10 км от хода трассы М5 в районе 1579 км, однако прямого выхода на неё не имеет, связь с магистралью по трассе местного значения 75К-055 через города Аша и Сим.
Общественный транспорт представлен одним местным автобусным маршрутом, и двумя межмуниципальными: Аша-Миньяр и проходящим Аша-Сим. Действует агрегатор Яндекс.Такси, а также местная служба такси «777» с вызовом по телефону.

## Достопримечательности
- В районе вокзала железнодорожной станции Миньяр находится памятник природы Челябинской области Красная скала, или, по выражению академика В. А. Обручева, «Красный камень» — утёс высотой около 80 м. Некоторые слои горных пород скального выхода выложены розово-красными аргиллитами — древними глинистыми отложениями протерозойского (более 2 млрд лет) возраста. Красная скала отнесена к памятникам природы Челябинской области решением Челябинского облисполкома от 29.04. 1981 г. № 194[29].

- Коллекция старинных часов Миньярского историко-краеведческого музея[30].
- Мемориальная доска в Миньяре, установленная к 130-летию со дня рождения видного государственного деятеля Д. Е. Сулимова[31].

- Миньярский пруд. Искусственное водохранилище. Особо охраняемая природная территория Челябинской области. Гидрологический памятник природы. Расположено в черте города Миньяр на реке Сим в месте впадения в неё реки Миньяр[32].
- Шалашовско-Миньярское плато. Уникальный комплекс разнообразных поверхностных и подземных карстовых форм, среди которых пещеры, карстовые провалы, каменные мосты[33].
- Никольская пещера в Миньяре[34].
- В направлении города Сим над рекой Сим и автодорогой в 1930х годах возведен Никольский каменный железнодорожный мост по проекту, предположительно, проф. Н. А. Белелюбского.

## Религия
Действует церковь введения во храм Пресвятой Богородицы (годы постройки ориентировочно 1785—1819) расположена на мысе у Миньярского пруда.
Также в городе имеется мечеть местной мусульманской общины.

## Радиовещание
- 102.6 МГц — Радио России
- 106.9 МГц — Радио Дача (Сим)